# Siân Berry
Siân Rebecca Berry (Cheltenham, Gloucestershire, Inglaterra, Reino Unido, 9 de julho de 1974) é uma política britânica que serviu como co-líder do Partido Verde da Inglaterra e do País de Gales, juntamente com Jonathan Bartley, posição esta que já tinha ocupado entre 2006 e 2007. Em 2008 e 2016, Berry foi a candidata do seu partido a Prefeita da Grande Londres, tendo ficado em 4º lugar, com 77 347 (3,2%) votos na primeira ocasião e em 3º lugar, com 150 673 (5,8%) votos na segunda. Atualmente, ela é membro da Assembleia de Londres e a única conselheira municipal do seu partido em Camden.